# Крижеча вас
Крижеча вас (словен. Križeča vas) је насељено место у општини Пољчане, Подравска регија, Словенија.

## Историја
До територијалне реорганизације у Словенији била је у саставу старе општине Словенска Бистрица.

## Становништво
У попису становништва из 2011. године, Крижеча је имала 84 становника.
| Број становника према пописима | Број становника према пописима | Број становника према пописима |
| ------------------------------ | ------------------------------ | ------------------------------ |
| 1991                           | 2002                           | 2011                           |
| 101                            | 88                             | 84                             |